# Садовая улица (Николаев)
Садо́вая у́лица (укр. Садова вулиця) — улица в центральной части города Николаева. Представляет собой широкую прямую магистраль, полосы движения по которой разделены бульваром.

Центральная часть здания Адмиралтейства (управления судостроительного завода)

## Местоположение
Садовая улица протянулась с севера на юг на 3 километра. Расположена между площадью сформировавшейся на её пересечении с улицами Адмиральской и Никольской на севере и Мельничной улицей на юге.

## История
Садовая улица — поперечная улица, служившая границей между Городовой и Адмиралтейской частями старого Николаева. В проекте полицмейстера Григория Автономова 1835 года первоначально называлась Богаделенской улицей — по богадельне (приюту для неимуших и пожилых людей), которая находилась неподалёку. Однако окончательно военный губернатор Николаева Михаил Лазарев утвердил название «Садовая улица». Название связано с тем, что вдоль этой широкой улицы находились левады (сады и огороды) моряков и горожан. Улица начиналась от старообрядческой церкви, расположенной у входа в Адмиралтейство.
С 1930 по 1945 год улица называлась улицей Энгельса — в честь одного из основоположников марксизма Фридриха Энгельса. После Второй мировой войны улице было возвращено историческое название Садовая.

## Памятники и здания

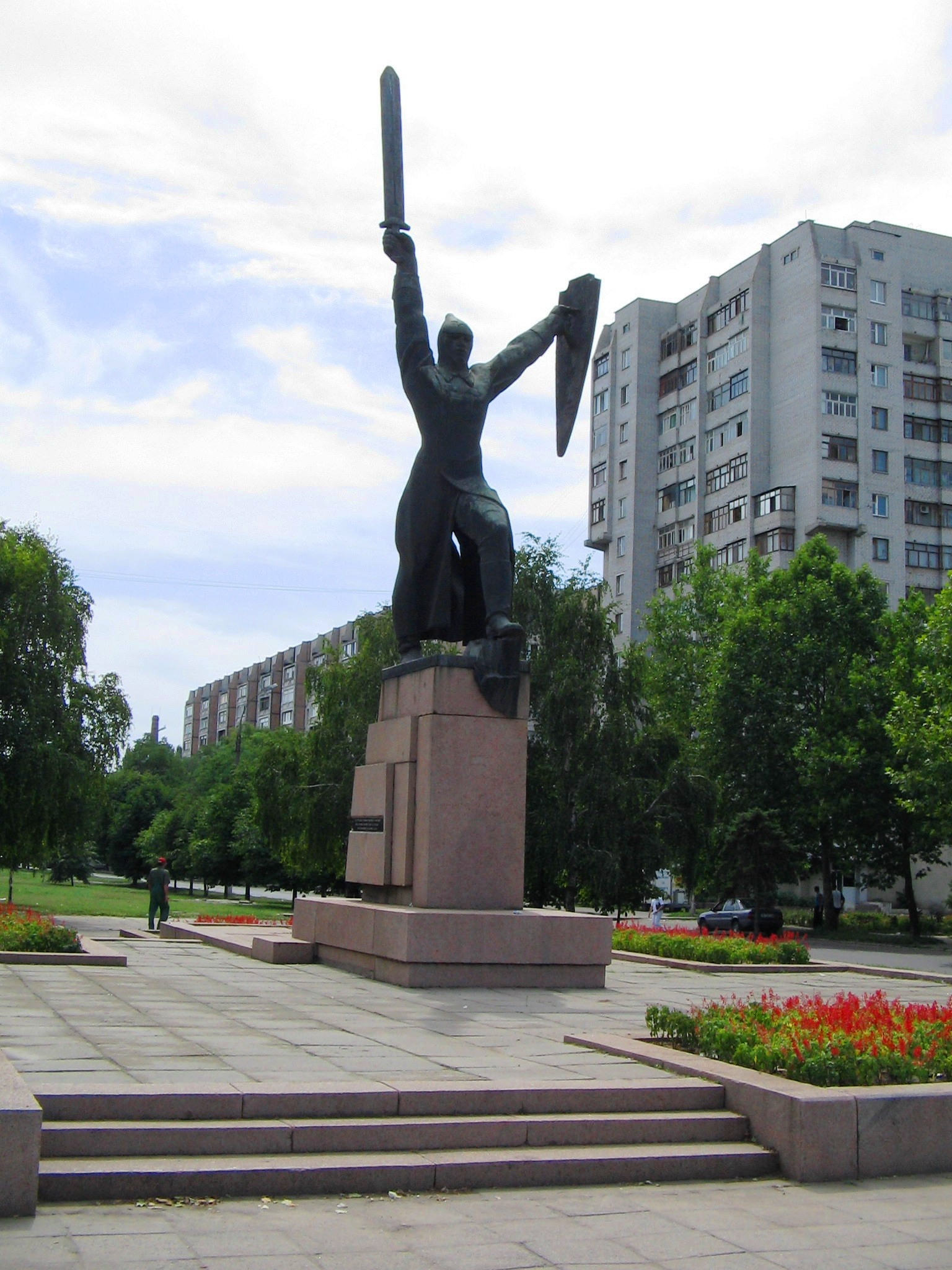
Монумент «Солдатам правопорядка» на пересечении Садовой улицы и Центрального проспекта

- На пересечении Садовой улицы с Центральным проспектом находится Кафедральный собор Касперовской иконы Божьей Матери.
- Напротив собора через Садовую улицу расположен торгово-развлекательный центр «Сити-центр».
- Между ними установлен памятный крест в честь 2000-летия Рождества Христового.
- Напротив креста через Центральный проспект располагается монумент «Солдатам правопорядка», посвящённый сотрудникам милиции Николаевской области, погибшим в боях за Родину и при исполнении служебного долга.
- Напротив «Сити-центра» расположена гостиница «Николаев».
- В Сквере Совета Европы на Садовой улице благодаря Арсению Яценюку 17 октября 2010 года был открыт монумент «Единая Европа»[1].
- Замыкает улицу Садовую и служит композиционным центром площади, сформировавшейся на её пересечении с улицами Адмиральская и Никольской, административное здание управления  судостроительного завода, построенное на месте разрушенного в ходе Второй мировой войны Николаевского адмиралтейства.